# Any Minute Now
Any Minute Now ist das dritte reguläre Studioalbum der belgischen Alternative-Rock-Band Soulwax. Es erschien im August 2004 bei PIAS Recordings. Aufgenommen wurde das Album in verschiedenen Studios in Kalifornien sowie in Gent.
Mit Nite Versions erschien ein Jahr später ein Remixalbum von Any Minute Now.

## Rezensionen
Wie schon der Vorgängeralbum Much Against Everyone’s Advice erhielt das Album recht gute Kritikerrezensionen, der große kommerzielle Erfolg blieb jedoch aus.
So schreibt intro:

„Die Platte klingt, als hätten Band und Produzent Flood die Songs aufgenommen, mit unzähligen Schichten von Sounds, Melodien, Samples und Loops bearbeitet und dann doch wieder bei null angefangen, um eine ganz andere Version auszuprobieren. Jedes Detail sitzt – perfekt konstruiert – an seinem Platz.“

Auch bei der BBC erhält das Album eine recht gute Bewertung; Plattentests.de bewertet das Album mit 6 von 10 Punkten hingegen eher durchschnittlich, wobei insbesondere die fehlende Eingängigkeit kritisiert wird:

„Es fällt schwer, zu "Any minute now" zu tanzen. Es ist ein Elektronik-Album für den Kopfhörer, eines, das trotzdem irgendwie rockt. […] "Any minute now" ist ein Strich durch alle aufgemachten Rechnungen, aber auch eine herbe Enttäuschung jeglicher Erwartungen. Lediglich der Titeltrack und geht auf Anhieb ins Ohr. Viele Songs, wie "Accidents and compliments" oder "NY excuse", entfalten nach dem zehnten Hören ihren Reiz, und das dann um so mehr. Andere, nach aktuellem Stand, gar nicht.“

## Titelliste
1. E Talking – 4:35
2. Any Minute Now – 3:07
3. Please... Don't Be Yourself – 3:42
4. Compute – 4:44
5. KracK – 2:32
6. Slowdance – 4:23
7. A Ballad to Forget – 2:37
8. Accidents and Compliments – 4:32
9. NY Excuse – 4:48
10. Miserable Girl – 3:41
11. YYY/NNN – 4:00
12. The Truth Is So Boring – 4:48
13. Dance 2 Slow – 1:46